# Орден «Сампо»
Орден «Сампо» — высшая государственная награда Республики Карелия с 1 января 2019 года.

## История
В 2018 году Глава Карелии Артур Парфенчиков предложил учредить в республике новые госнаграды, в том числе орден «Сампо» в качестве высшей государственной награды. В это время — до 1 января 2019 года — высшей государственной наградой Республики Карелия являлась Почётная Грамота Республики Карелия, учреждённая в 1994 году.
Депутаты Заксобрания Карелии одобрили эту идею, хотя были и иные предложения для названия высшей госнаграды, например, «Медаль Вяйнямёйнена».
Орден «Сампо» учреждён специально к столетнему юбилею государственности Карелии (2020 год) и первым посмертно его вручили одному из отцов её государственности Эдварду Гюллингу, внучка которого передала орден в Национальный музей Карелии.
Кавалеры ордена «Сампо», в случае наличия определённого трудового стажа, имеют право претендовать на звание «Ветеран труда Республики Карелия».

## Статут

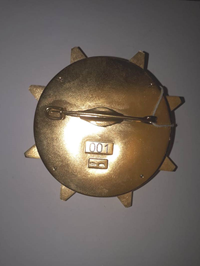
Оборотная сторона ордена, с закруткой и порядковым номером

Орденом «Сампо» награждаются граждане за особо выдающиеся достижения и заслуги в экономической, социально-культурной, научно-технической, государственной, муниципальной и общественной деятельности, в области культуры, искусства, спорта, воспитания, просвещения, охраны здоровья, жизни и прав граждан и иные особо выдающиеся достижения и заслуги перед Республикой Карелия и её жителями.
К награждению орденом «Сампо» представляются лица, ранее награжденные государственными наградами Российской Федерации, СССР, Республики Карелия или являющиеся Почетными гражданами Республики Карелия.
Лицам, награжденным орденом «Сампо», вручаются удостоверение к государственной награде и орден установленного образца.
Награждение орденом «Сампо» может быть произведено посмертно.

## Порядок ношения
Орден «Сампо» носится на правой стороне груди, а при наличии у награжденного государственных наград Российской Федерации, государственных наград СССР, порядок ношения которых устанавливается законодательством Российской Федерации, располагается после них.

## Описание
Орден «Сампо» изготавливается из серебра 925-й пробы с золочением с последующей оксидировкой и представляет собой выпуклый медальон в виде круга диаметром 45 мм.
На медальоне располагается восьмиконечная звезда с попарно соединенными между собой лучами, — самый распространенный элемент карельской, вепсской вышивок. Расстояние между противоположными лучами составляет 50 мм. По контуру звезда окаймлена ободком, переходящим в углах между основными лучами в радиальные симметричные ободки, идущие к центру. Пространство между радиальными ободками заполнено расходящимися под прямым углом параллельными лучами. Между лучами, спаренными под углом 90 градусов, образуются четыре квадрата, украшенные фианитами. Между четырьмя парами лучей также расположены фианиты.
В центре звезды располагается рельефное изображение Государственного герба Республики Карелия (геральдический прямоугольный, закругленный в нижней трети щит, трижды пересеченный в равных долях горизонтальными полосами, на котором изображен профиль стоящего медведя, обращенного влево со стороны смотрящего на орден, обрамление щита переходит в стилизованное изображение ели с левой стороны и сосны — с правой, в навершии щита расположена восьмиконечная звезда).
Орден «Сампо» имеет выпуклую форму и состоит из трех частей, накладываемых друг на друга: на медальоне располагается звезда и на звезде — Государственный герб Республики Карелия.
На оборотной стороне ордена «Сампо» имеется номер и приспособление для прикрепления к одежде.

## Награждённые
В скобках указана дата награждения.
- Гюллинг, Эдуард Александрович (Эдвард Отто Вильгельм) (05.06.2019) — государственный деятель, первый руководитель Карельской Трудовой Коммуны (посмертно)[У 1]
- Репников, Василий Петрович (20.06.2019) — председатель совета ветеранов 71-й Торуньской Краснознаменной стрелковой дивизии, член Комитета Карельского регионального отделения Общероссийской общественной организации ветеранов «Российский Союз ветеранов», Петрозаводский городской округ[У 2]
- Щербаков, Анатолий Павлович (20.06.2019) — ветеран Великой Отечественной войны, полковник в отставке, город Курск[У 2]
- Вавилов, Геннадий Алексеевич (28.10.2019) — советский и российский композитор, заслуженный деятель искусств РСФСР и Карельской АССР, народный артист Республики Карелия, Почетный гражданин Республики Карелия[У 3]
- Зильбер, Анатолий Петрович (28.10.2019) — заслуженный деятель науки Российской Федерации, народный и заслуженный врач Республики Карелия, заведующий кафедрой медицинского института государственного бюджетного образовательного учреждения высшего образования «Петрозаводский государственный университет»[У 3]
- Колкер, Александр Наумович (28.10.2019) — советский и российский композитор, заслуженный деятель искусств РСФСР, Почётный гражданин Республики Карелия[У 3]
- Лазутина, Лариса Евгеньевна (28.10.2019) — советская и российская лыжница, пятикратная олимпийская чемпионка, многократная чемпионка мира, двукратная обладательница Кубка мира, Герой Российской Федерации, заслуженный мастер спорта СССР, заслуженный мастер спорта России, заслуженный работник физической культуры Республики Карелия, Почётный гражданин Республики Карелия[У 3]
- Мальми, Виолетта Генриховна (Виола Валентиновна) (28.10.2019) — хореограф, балетмейстер, заслуженный работник культуры РСФСР и Карельской АССР, Почётный гражданин Республики Карелия (посмертно)[У 3]
- Сенькин, Иван Ильич (28.10.2019) — советский партийный и государственный деятель, первый секретарь Карельского областного комитета КПСС, председатель Президиума Верховного Совета Карельской АССР (посмертно)[У 3]
- Юфа, Тамара Григорьевна (28.10.2019) — заслуженный художник Российской Федерации, народный художник Республики Карелия, заслуженный деятель искусств Карельской АССР, Почётный гражданин Республики Карелия[У 3]
- Соловьёва, Людмила Васильевна (05.12.2019) — заслуженный работник культуры Российской Федерации и Республики Карелия, преподаватель государственного бюджетного профессионального образовательного учреждения Республики Карелия «Петрозаводский музыкальный колледж имени Карла Эриковича Раутио»[У 4]
- Шегельман, Илья Романович (05.12.2019) — доктор наук, профессор, главный научный сотрудник федерального государственного бюджетного образовательного учреждения высшего образования «Петрозаводский государственный университет», основатель школы самбо в Республике Карелия, заслуженный тренер России и Республики Карелия, заслуженный работник физической культуры Республики Карелия, заслуженный рационализатор и изобретатель Карельской АССР[У 4]
- Патрушев, Николай Платонович (08.06.2020) — секретарь Совета безопасности Российской Федерации, председатель Государственной комиссии по подготовке к празднованию 100-летия образования Республики Карелия[У 5]
- Ларин, Владислав Владимирович (30.07.2021) — спортсмен-инструктор автономного учреждения Республики Карелия «Центр спортивной подготовки», Петрозаводский городской округ[У 6]
- Петров, Сергей Николаевич (30.07.2021) — главный тренер спортивной сборной команды Республики Карелия по тхэквондо автономного учреждения Республики Карелия «Центр спортивной подготовки», Петрозаводский городской округ[У 6]
- Артемьев, Александр Борисович (12.08.2021) — генеральный директор общества с ограниченной ответственностью «Колмас Карелия», Сортавальский муниципальный район (посмертно)[У 7]
- Державина, Надежда Ивановна (19.08.2021) — заслуженный врач и заслуженный работник здравоохранения Карелии, министр здравоохранения Карельской АССР (1973—1980), Петрозаводский городской округ[У 8]
- Макаров, Николай Иванович (20.08.2021) — генеральный директор акционерного общества "Специализированный застройщик «Карелстроймеханизация», Петрозаводский городской округ[У 9]
- Пивненко, Валентина Николаевна (23.05.2022) — депутат Государственной Думы Федерального Собрания Российской Федерации[9]
- Вавилова, Наталья Ивановна (20.01.2023) — заслуженный работник культуры Российской Федерации и Республики Карелия, кавалер ордена Дружбы, общественный деятель, Петрозаводский городской округ[10]
- Мясников, Александр Абрамович (22.03.2023) — заведующий отделением — врач-гематолог государственного бюджетного учреждения здравоохранения Республика Карелия «Республиканская больница им. В. А. Баранова», Петрозаводский городской округ[11]
- Федоренко, Николай Владимирович (29.05.2023) — заслуженный работник рыбного хозяйства Республика Карелия, Почётный гражданин Республики Карелия, индивидуальный предприниматель, Кондопожский муниципальный район[12]
- Разбивная, Галина Анатольевна (21.09.2023) — кавалер ордена Почёта и ордена Дружбы, заслуженный учитель Карельской АССР, Почётный гражданин Республики Карелия, председатель правления Карельского фонда развития образования, Петрозаводский городской округ[13]
- Титов, Александр Фёдорович (16.08.2024) — главный научный сотрудник Института биологии — обособленного подразделения федерального государственного бюджетного учреждения науки Федерального исследовательского центра «Карельский научный центр Российской академии наук», Петрозаводский городской округ[14]
- Тольский, Валерий Анатольевич (17.12.2024), Петрозаводский городской округ[15]
- Петрозаводский филиал акционерного общества «Инжиниринговая компания «АЭМ-технологии» (22.05.2025)[16]
- Жердев, Владислав Петрович (епископ Троицкий Панкратий) (17.06.2025) — игумен религиозной организации «Спасо-Преображенский Валаамский ставропигиальный мужской монастырь Русской Православной Церкви (Московский Патриархат)», Сортавальский муниципальный округ[17]